# Frederic del Regne Unit (duc de York)
Frederic del Regne Unit (Londres, 1763 - 1827) fou duc de York i Príncep del Regne Unit i durant molt de temps hereu presumible a la Corona anglesa. Es guanyà de forma justificada la fama de gran home d'armes i cometé importants reformes a l'exèrcit britànic.
Fill del rei Jordi III del Regne Unit i de la princesa Carlota de Mecklenburg-Strelitz nasqué el dia 16 d'agost de 1763 al Palau de Saint James de Londres. El príncep era net per via paterna del rei Jordi II del Regne Unit i de la princesa Carolina de Brandenburg-Ansbach i per part de mare era net del príncep Carles Frederic de Mecklenburg-Strelitz i de la duquessa Elisabet de Saxònia-Hilburghausen.
El 27 de febrer de 1764, a l'edat de sis mesos, fou elegit, a instàncies del seu pare, bisbe-príncep d'Osnabrück. Ell rebé aquest títol perquè els electors de Hannover tenien el dret d'escollir la persona que ostentaria el títol i el seu pare optà per lligar encara més el territori eclesiàstic a la família. Fou investit com a Cavaller de la Gran Creu de la més excel·lent Orde del Bany el 1767 i Cavaller de l'Orde de la Lligacama el 1771.
La voluntat paterna que ingressés a l'exèrcit es materialitzà quan l'any 1780 ingressà a l'exèrcit i fou nomenat coronel. Des de 1781 a 1787 Frederic va viure a Hannover, on ell participà en certes maniobres militars de l'exèrcit austríac i prussià. També estudià a la Universitat de Gottingen junt amb altres seus germans. Elevat l'any 1782 a la categoria de coronel de la segona guàrdia muntada de granaders i va ser promocionat a general major l'any 1784.
L'any 1784 fou creat duc de York i comte de l'Ulster i va esdevenir membre del Consell Privat del seu pare. Alhora retingué el títol de bisbe-príncep d'Osnabruck fins a l'any 1803, any en què se secularitzà el territori i passà a formar part de Hannover.
L'any 1787 saltaren rumors a la premsa estatunidenca d'una possible invitació oficial del nou govern estatunidenc al príncep Frederic per convertir-se en rei dels Estats Units. Malgrat tot, mai es confirmà oficialment aquesta invitació i el duc prengué un seient a la Cambra dels Lords.
El duc fou el fill preferit del rei. Alhora mantingué una estreta relació amb el seu germà el príncep de Gal·les i futur rei Jordi IV del Regne Unit.
El 29 de setembre de 1791 contragué matrimoni al Palau de Charlottenburg a Berlín amb la princesa Frederica Carlota de Prússia. La princesa era filla del rei Frederic Guillem II de Prússia i de la princesa Elisabet de Brunsvic-Wolfenbüttel. La nova duquessa fou rebuda de forma entusiasta a Londres però el matrimoni no reeixí. La parella aviat se separà i la duquessa visqué a Oatlands Park, Weybridge, on morí l'any 1820. La parella no tingué cap fill. S'ha especulat sobre dos possibles fills il·legítims del duc.